# Рябинки (Красноярский край)
Рябинки — деревня в Рыбинском районе Красноярского края России. Входит в состав Новосолянского сельсовета.

## История
В 1976 году Указом Президиума ВС РСФСР деревня отделения № 2 Камалинского опытно-производственного хозяйства переименована в деревню Рябинки.

## Население
| 2010 |
| ---- |
| 152  |